# 富尔达县
富尔达县（德語：Landkreis Fulda）是德国黑森州卡塞尔行政区的一个县，首府富尔达。

## 地理
富尔达县与黑斯费尔德-罗滕堡县、图林根州的瓦尔特堡县和施马卡尔登-迈宁根县、巴伐利亚州的伦-格拉布费尔德县和巴特基辛根县、黑森州的美因-金齐希县和福格尔斯山县相邻。